# Gertruda de Sulzbach
Gertruda de Sulzbach (n. cca. 1114 – d. 14 aprilie 1146, Hersfeld) a fost regină a germană a romanilor, ca a doua soție a regelui Conrad al III-lea.

## Familia
Gertruda a fost fiica contelui Berengar al II-lea de Sulzbach de Sulzbach (cca. 1080 – 3 decembrie 1125) cu a doua sa soție, Adelida de Wolfratshausen. În 1111, Berengar s-a numărat printre nobilii care au fost prezenți la încoronarea imperială a lui Henric al V-lea, fiind garant al acestui act. În 1120, Berengar este consemnat ca acordând o donație episcopiei princiare de Bamberg, iar apoi ca întemeietor al Berchtesgaden și al Baumburg din districtul Traunstein. De asemenea, a fost co-fondator al abației de Kastl. S-a numărat printre semnatarii Concordatului de la Worms din 23 septembrie 1122). În august 1125, el este menționat în documente emise de împăratul Lothar al III-lea, pe atunci rege roman. Moartea lui Berengar este înregistrată patru luni mai târziu.
Identitatea mamei Gertrudei este menționată în "Kastler Reimchronik" (versul 525). Adelida este sonemnată în câteva alte documente din secolul al XII-lea, fiind numită ca "contesă de Sulzbach", fără a se menționa numele soțului. "De Fundatoribus Monasterii Diessenses" conține a genealogie confuză referitoare la două dintre fiicele Adelidei. Tatăl ei, Otto al II-lea, conte de Wolfratshausen, este prezentat drept tată al Richenzei, numită "Împărăteasă" și al "Mariei, Împărăteasă a grecilor". Richenza a fost împărăteasa lui Lothar al III-lea. Autorul acestui text pare să fi făscut o confuzie a acesteia cu Gertruda de Sulzbach, soția lui Conrad al III-lea al Germaniei, iar Maria este de asemenea o confuzie cu "Irene", numele de botez preluat la Constantinopol de Bertha de Sulzbach, soția împăratului Manuel I Comnen. În fapt, cele două erau nepoate a lui Otto, fete ale lui Berengar și Adelida, Bertha fiind sora Gertrudei.
Frați sau surori ale Gertrudei au fost: (1) Gebhard al III-lea, conte de Sulzbach, (2) Adelida, abatesă de Niedernburg, în Passau, (3) Bertha de Sulzbach, împărăteasă bizantină, (4) Luitgarda, căsătorită mai întîi cu contele Godefroy al II-lea de Leuven, iar apoi cu Ugo al XII-lea, conte de Dagsburg și de Metz, și (5) Matilda de Sulzbach, soție a margrafului Engelbert al III-lea de Istria.

## Căsătoria
Gertruda s-a căsătorit cu regele Conrad al III-lea în 1136. Această uniune dintre Hohenstaufeni și familia de Sulzbach a condus la o strânsă relație între cele două dinastii; în 1167, contele Gebhard al III-lea de Salzburg (fratele Gertrudei) l-a lăsat pe Frederic I "Barbarossa" (nepot al Gertrudei prin căsătorie) ca unic moștenitor.
După nașterea fiului său, Frederic, Gertrude s-a îmbolnăvit și a murit la vârsta de 36 de ani în Bad Hersfeld. A fost înmormântată în biserica Mănăstirii Ebrach, prima mănăstire cisterciană situată la est de Rin.

## Urmași
Din căsătoria cu Conrad, Gertruda a avut doi fii: 
- Henric Berengar
- Frederic căsătorit în 1166 cu Gertruda de Saxonia (d. 1196), fiică a lui Henric Leul, duce de Bavaria și de Saxonia.